# Велика Британија (острво)
Велика Британија (енгл. Great Britain) или само Британија (енгл. Britain), је острво које се налази у северозападном делу Европе, део Уједињеног Краљевства. Назив Велика Британија се такође користи у геополитичком контексту за Енглеску, Велс и Шкотску, које се налазе на острву. Велика Британија или само Британија, се често користи као краће име за државу Уједињено Краљевство Велике Британије и Северне Ирске. Са површином од 218.595 km² острво је највеће у групи Британских острва. Такође је највеће острво у Европи и осмо по величини у свету, као и треће по броју становника, после острва Јаве и Хоншуа. Острвом доминира поморска клима са уским температурним разликама између годишњих доба. Ирска, 60% мање острво, налази се на западу - и ова острва, заједно са преко 1000 мањих околних острва и именованих знатнијих стена, чине архипелаг Британских острва.
Британија је била повезана са континенталном Европом до пре 8.000 година. Њу су насељавали модерни људи током око 30.000 година. Острво је 2011. имало око 61 милион становника, што га чини трећим најнасељенијим острвом на свету после Јаве у Индонезији и Хоншуа у Јапану.
Израз „Велика Британија” често се користи за означавање Енглеске, Шкотске и Велса, укључујући и њихове компоненте које се налазе на суседним острвима. Велика Британија и Северна Ирска сада чине Уједињено Краљевство. Јединствено Краљевство Велике Британије произашло је из Закона о унији из 1707. године између краљевстава Енглеска (која су у то време укључивала Велс) и Шкотска.

## Терминологија
Архипелаг се назива истим именом више од 2000 година: израз 'Британска острва' потиче од израза које су класични географи користили за опис ове групе острва. До 50. године п. н. е. грчки географи су користили еквиваленте Prettanikē као збирни назив за Британска острва. Међутим, са римским освајањем Британије, латински израз Britannia се користио за острво Велика Британија, а касније и Британију под римском окупацијом јужно од Каледоније.
Најранији познати назив за Велику Британију је Албион (грч. Ἀλβιών) или insula Albionum, од латинског albus што значи „бели“ (вероватно се односи на беле литице Довера, први поглед на Британију са континента) или „острво Албионес". Најстарије помињање израза који се односе на Велику Британију потиче од Аристотела (384–322. п. н. е.), или можда псеудо-Аристотела, у свом тексту О Универзуму, том. III. У том делу се на пример наводи, „Постоје два веома велика острва, која се зову Британска острва, Албион и Ајре“.
Прва позната писана употреба речи Британија била је старогрчка транслитерација оригиналног П-келтског израза у делу о путовањима и открићима Питеја које није сачувано. Најранији постојећи записи о овој речи су цитати перипула каснијих аутора, попут оних у Страбоновом делу Geographica, Плинијевој Природној историји и раду Диодоруса са Сицилије Bibliotheca historica. Плиније Старији (23–79) У својој Природњачкој историји наводи о Великој Британији: „Њено раније име било је Албион; али у каснијем периоду сва ова острва, која ћемо тек сада укратко споменути, укључена су под назив 'Britanniæ.'"
Народи ових острва Prettanike су се звали Πρεττανοί, Притени или Претани. Притени је извор велшког језичког израза Прајдејн, Британија, који има исти извор као и гојделски израз Крутни који се користио за ране становнике Ирске који говоре бритонским језиком. Потоње су Римљани касније назвали Пиктима или Каледонцима. Грчки историчари Диодор Сицилијски и Страбон сачували су варијанте Претанике из дела грчког истраживача Питеја из Масалије, који је из своје куће у хеленистичкој јужној Галији путовао у Британију у 4. веку п. н. е. Израз који је Питеј употребио може потицати од келтске речи која значи „осликани” или „тетовирани народ” у контексту телесне декорације. Према Страбону, Питеј је Британију називао Bretannikē, што се третира као именица женског рода. Маркијан из Хераклеје, у свом раду Periplus maris exteri, описао је острвску групу као αἱ Πρεττανικαὶ νῆσοι (Претаничка острва).

## Географија
Велика Британија лежи на европском континенталном шелфу. Налази се северозападно од континенталне Европе, а од европског копна је одвојена Северним морем и Ламаншом, који се сужава 34 km у Доверском теснацу. Простире се 10° географске ширине по својој дужој оси север-запад и заузима површину од 209.331 km², не рачунајући мања околна острва. Северни пролаз, Ирско море, пролаз Светог Ђорђа и Келтско море на западу раздвајају острво од Ирске. Острво је физичко повезано са континенталном Европом путем Евротунела, најдужег подводног железничког тунела на свету, завршеног 1993. Острво се одликује ниским рељефом на истоку и југу, док брда и планине преовлађују у западним и северним областима. Острво окружују око 1.000 мањих острва и хридова. Највећа удаљеност ваздушном линијом између две тачке је 968 km од Корнвола до Кејтнеса, односно 1349 km друмом.